# Algarve
Algarve er en region ved Portugals sydkyst, som fra 1100-tallet udgjorde et separat kongerige og de portugisiske konger havde fra Afonso III titlen Konge af Portugal og Algarve. 
I regionen ligger blandt andre byerne Faro, Loulé, Albufeira, Lagos, Lagoa, Portimão, Tavira og Vila Real de Santo António. Regionens administrative centrum ligger i Faro, som også har en egen international flyveplads. I Faro er der en hel del gamle bygninger, men en del er dog ødelagt af jordskælv. Algarve er inddelt i tre distrikter med 16 kommuner. Størstedelen af regionens østlige grænse udgøres af floden Guadiana. Nær kysten ind til Spanien ligger byerne Vila Real de Santo Antonio og Monte Gordo. En anden større by er Tavira, som er en gammel by opstået omkring et slot. Den vigtigste turistby er Albufeira. 
Algarve har en areal på 4.995 km² og med omkring 395.000 indbyggere. I midten af året stiger indbyggertallet til over en million på grund af omfattende turisme ved de rene strande med sit varme vand og middelhavsklima. Den totale længde på Algarves kyststrækning er cirka 155 km.
I regionen ligger ved Ria Formosalagunen, naturparken Parque Natural da Ria Formosa som er 18.400 ha stor.

## Kommuner
Algarve er inddelt i 16 kommuner:
- Albufeira
- Alcoutim
- Aljezur
- Castro Marim
- Faro
- Lagoa
- Lagos
- Loulé
- Monchique
- Olhão
- Portimão
- São Brás de Alportel
- Silves
- Tavira
- Vila do Bispo
- Vila Real de Santo António